# Farringtonita
La farringtonita és un mineral de la classe dels fosfats. Va ser anomenada per E. R. DuFresne i S. K. Roy l'any 1961 en honor d'Oliver Cummings Farrington (1864-1935), mineralogista i especialista en meteorits, curador de geologia del Museu Field d'Història Natural, a Chicago (Estats Units).

## Característiques
La farringtonita és un fosfat de fórmula química Mg₃(PO₄)₂. Cristal·litza en el sistema monoclínic. És un mineral dimorf amb la chopinita.
Segons la classificació de Nickel-Strunz, la farringtonita pertany a «08.AB - Fosfats, etc. sense anions addicionals, sense H₂O, amb cations de mida mitjana» juntament amb els següents minerals: ferrisicklerita, heterosita, litiofilita, natrofilita, purpurita, sicklerita, simferita, trifilita, karenwebberita, sarcòpsid, chopinita, beusita, graftonita, xantiosita, lammerita, lammerita-β, mcbirneyita, stranskiïta, pseudolyonsita i lyonsita.

## Formació i jaciments
Va ser descoberta l'any 1961 al meteorit Springwater, a Springwater, Saskatchewan (Canadà), on es va trobar associada a altres minerals com: troilita, stanfieldita, schreibersita, olivina i kamacita. Ha estat descrita a altres meteorits, a la mina Tianmashan (Anhui, Xina) i al lloc d'allunatge de l'Apollo 16, a la Lluna.